# Mošus
Mošus je prvotno izraz za substanco z ostrim vonjem iz žleze samca mošusovega jelena, ki se nahaja med trebuhom in genitalijami. Substanca se uporablja kot popularen parfum že od antičnih časov dalje in je eden najdražjih živalskih proizvodov na svetu. Ime, izvirajoče iz Sanskrita”muska” , ki pomeni “modo”, vsebuje širok izbor substanc s podobnimi vonji, kljub temu da so mnogi zelo različni glede kemijske sestavine. Vsebujejo izločke žlez tudi drugih živali, ne samo mošusovega jelena, številnih rastlin, ki oddajajo podobne prijetne vonje in umetnih substanc s podobnimi vonji. Od 19 stoletja dalje se prijetni vonj pridobiva samo iz naravnih virov. Sedaj sintetizirane sestavine se uporabljajo samo ekskluzivno. Organska sestavina primarno odgovorna za značilnosti vonja mošusa je »muscone«.

## Naravne sestavine

### Mošusni jelen
Mošusni jelen je bil neznan v klasičnem starem veku in se pojavi šele po 6. stoletju, ko so Grki odkrili Cosmas Indicopleustes, imenovano kot proizvod dobljen iz Indije. Kmalu, ko so ga Arabski in bizanstinski izdelovalci parfumov začeli uporabljati so dosegli, da je postal poznan kot afrodoziak. Pod Abbasid Empire Arabije, je bil visoko spoštovan in islamski poglavarji Bagdada so ga uporabljali kot darila. V zgodnjem 9. stoletju ga je Al-Kindi vključil v veliko število njegovih receptov za parfume in je postal eden od pomembnih razkošnih predmetov, prinesenih z arabskimi ladjami iz vzhoda. Beseda »musk« izvira iz Sankrita muṣká, srednja perzija mušk, Grčija, μόσχος (moschos), Latnsko muscus, francosko musc, angleško muske. Mošusni jelen spada v družino Moschidae in živi v Pakistanu, Indiji, Tibetu, Kitajski, Sibiriji in Mongoliji. Za pridobivanje mošusa, jelena ubijejo in odvzamejo žlezo, imenovano tudi »musk pod«. Le to se posuši ali na soncu ali na vročem kamnu ali s potopitvijo v vroče olje. Po sušenju rdečkasto rjava zmes postane črn zrnast material, imenovan »mošusno zrno«, ki se uporablja za alkoholne raztopine. Aroma tinkture postane bolj intenzivna med shranjevanjem in daje prijeten vonj šele potem ko je precej razredčen. Nobena naravna substanca nima tako kompleksnega vonja povezanega s tako veliko kontradiktornih opisov; po navadi je opisan abstraktno kot animaličen, zemeljski, leseni ali soroden vonju dojenčkove kože. Dober mošus je temno vijočne barve, suh, gladek in oljnat na otip in grenek po okusu. Raztopi se v vreli vodi v obsegu ene polovice; alkohol pobere eno tretjino substance, eter in kloroform se raztopita manj. V povezavi z njegovimi dišečimi sestavinami, vsebuje amonijak, holesterol, maščobe, grenko smolnate substance in ostale živalske sestavine. Najboljše kakovosti je mošus Tonkin iz Tibeta in Kitajske, ki mu sledi Assamski in Nepalski mošus, medtem ko mu sledi carbadinski mošus iz Rusije in Kitajsko Himalajske regije. En kilogram mošusnih zrnc zahteva med trideset in petdeset ubitih jelenov, kar naredi mošusne tinkture izjemno drage. Na začetku 19 stoletja, je bilo potrebno za Tonkin mošusna zrnca odšteti okoli dvojno njihovo težo v zlatu. Mošus je bil sestavina v velikih parfumih od njegovega odkritja, in je dajal parfumu dolgo trajajočo moč. Ne glede na njegovo visoko ceno, so bile mošusne tinkture uporabljane v parfumerijah do 1979, ko je mošusni jelen postal zaščiten kot ogrožena zvrst pri konvenciji mednarodnega trgovanja z ogroženimi vrstami flore in faune (CITES). Danes je količina trgovanja naravnega mošusa kontrolirana s strani CITES-a, kljub temu pa se nadaljuje ilegalno trgovanje. Ilegalna pošiljka 700kg kitajskega mošusa iz mošusnega jelena je bila zasežena na Japonskem leta 1987, kar pomeni da je bilo ubitih 100.000 jelenov.

### Ostale živali
Ondatra zibethicus – pižmovka, glodalec izvirajoč iz Severne Amerike, je poznan od 17.stoletja dalje, ki izloča iz žlez substanco z mošusnim vonjem. Kemijski pomen izločanja je bil odkrit leta 1940, ampak komercialno se ni izkazal kot vredno truda. Zrnaste substance, po vonju podobne mošusu, se pridobiva tudi iz mošusne race (Biziura lobata) iz južne Avstralije, mošusni hrček, mošusni hrošč (Aromia moschata), mošusna želva, aligator iz centralne Amerike in veliko drugih živali, npr. cibetovke. V krokodilih so dva para mošusnih žlez, en par je umeščen v kotu čeljusti in drugi v kanalu za odvajanje. Mošusne žleze so bile najdene tudi pri kačah.

### Rastline
Nekatere rastline kot Angelica archangelica ali Abelmoschus moschatus proizvajajo mošusno dišeče makrociklične laktonske komponente. Te zmesi se uporabljajo v parfumerijah kot substitut za naraven mošus ali da spremeni vonj zmesi ostalih mošusov. Rastlinski izvor vključuje mošusni cvet (Mimulus moschatus), mošusni les (Olearia argophylla) Gvajane in Zahodne Indije, in seme Abelmoschus moschatus).

## Umetne snovi
Največ modernih produktov narejenih iz mošusa, vsebuje primarno sintetično pridobljen mošus. Odkar so mošusni jeleni razglašeni kot ogrožena vrsta, se skoraj vsa mošus za uporabo v parfumerijah pridobiva sintetično in ga imenujejo beli mošus. Lahko se ga deli v tri glaven razrede – aromatični nitro mošus, policiklični mosuš in makrociklični mošus. Prvi dve skupini se široko uporablja v kozmetični industriji in industriji detergentov. Po odkritu karcinogenega učinka nitro in policikličnega mošusa, se njuna uporaba opušča. Kot alternativo se sedaj uporablja makrociklični mošus.

### Nitro mošus
Umetni mošus je bil pridobljen leta 1888 (Baura) s postopkom kondenzacije toluena z izobutil bromidom v prisotnosti aluminij klorida in sledečo nitracijo. Bil je odkrit ponesreči kot rezultat Baursovega poskusa proizvajanja bolj učinkovite oblike trinitrotoluena. Pokazalo se je, da je vonj odvisen od simetrije treh nitro skupin. Po odkritju mošusa Baur, prvega nitro mošusa, je bilo narejenih veliko podobnih preparatov. Znamenit nitro mošus vsebuje: • Musk Baur (Tonquinol) • Musk Ketone • Musk Ksilene • Musk Ambrette • Moskene

### Policiklični mošus
Umetni mošus, ki vsebuje več kot samo en obroč v svoji molekulski sestavi. Ta mošus je postal popularen po drugi svetovni vojni in je počasi izpodrinil nitro mošus, ki je toksičen in molekularno nestabilen. Leta 1990 so odkrili, da je policiklični mošus potencialno škodljiv in lahko razbije celični metabolizem in je lahko potencialno mutagen. Policiklični mošusi se v velikih količinah uporabljajo kot dišave v pralnih praških. Policiklični mošus, ki se po navadi uporablja vsebuje: • Galaxolide (HHCB) • Tonalide (Musk Plus, AHTN) • Phantolide • Celestolide (Crysolide) • Traesolide

### Makrociklični mošus
Umetni mošus vsebuje samostojen obroč sestavljen iz več kot 6 karbonov (velikokrat 10-15). Iz vseh umetnih mošusov, ta najbolj spominja na primaren vonj tonkinovega mošusa v svoji veliki kroglični strukturi. Medtem ko makrociklični mošusi dobljeni iz rastlin vsebujejo velike laktonske oboče, vse živalski derivati pa ketone. Makrocelični ketonski mošusi niso bili na veliko proizvedeni do 1990 zaradi težav pri njihovi sintezi. Polovica človeške populacije ne vonja makrocikličnega mošusa, verjetno zaradi visoke molekularne teže. Makrociklični mošus vsebuje: • Ethylene Brassilate • Globalide (Habanolide) • Ambrettolide • Muscone • Thibetolide (Exaltolide) • Velvione